# Eric Barone

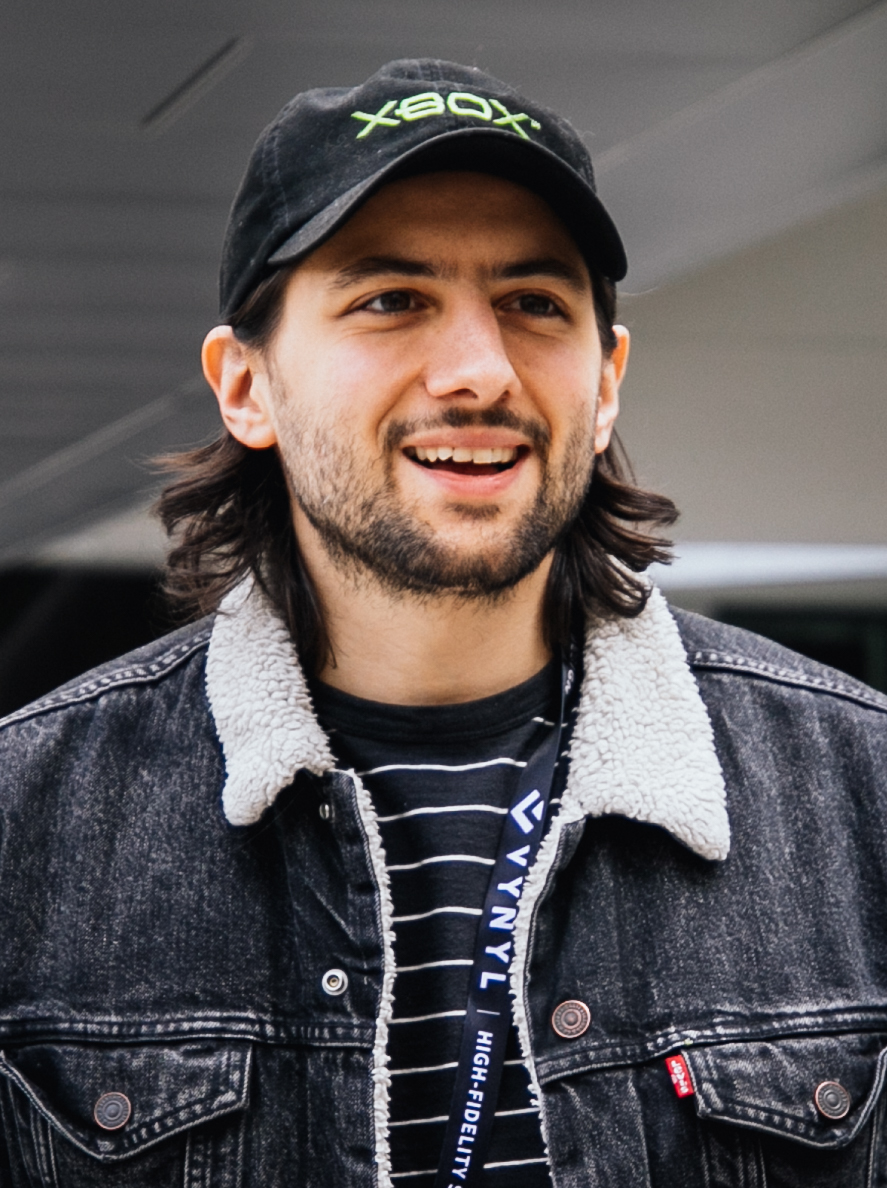
Eric Barone (2019)

Eric Barone alias ConcernedApe (* 3. Dezember 1987 in Los Angeles) ist ein US-amerikanischer Videospielentwickler, Game Designer, Künstler und Musiker. Bekannt geworden ist er vor allem durch die Entwicklung des Simulationsspiels Stardew Valley.

## Leben
Barone wuchs auf in Auburn, einer kleinen Stadt südlich von Seattle im US-Bundesstaat Washington. Hier traf er auch seine Lebensgefährtin Amber. Im Jahr 2011 verließ Barone die University of Washington–Tacoma mit einem Abschluss in Informatik. Anschließend bewarb er sich auf Jobausschreibungen, blieb aber erfolglos und fand keine Festanstellung. In der Hoffnung, bessere Chancen auf eine Arbeitsstelle zu haben, entschied er sich dazu, ein Spiel zu entwickeln. Damit wollte er seine Fähigkeiten in der Programmiersprache C# verbessern und sein Portfolio aufbessern. Daraus sollte später das Spiel Stardew Valley werden.

## Karriere

### Stardew Valley
Eric Barone begann mit der Entwicklung von Stardew Valley im Jahr 2012 und veröffentlichte es 2016. Ursprünglich sollte das Projekt ein einfaches, von der Spielreihe Harvest Moon inspiriertes Spiel werden. Barone benötigte für die vollständige Entwicklung von Stardew Valley etwa vier Jahre. Nach eigenen Angaben arbeitete er sieben Tage die Woche für täglich zehn Stunden am Spiel. Nebenbei arbeitete er in Teilzeit als Platzanweiser im Paramount Theatre in Seattle.
Das Basisspiel, inklusive Kunst, Musik und Design, entwickelte Barone komplett alleine. Erst mit dem Update 1.3 halfen andere an der weiteren Optimierung des Spiels mit, darunter Arthur Lee, alias Mr. Podunkian, und Tom Coxon.
Das Spiel verkaufte sich bis zum März 2022 20 Millionen Mal. Gelobt wurde Barone für seinen Austausch mit der Community in den Sozialen Medien.
Im April 2023 kündigte Barone via X (ehemals Twitter) das nächste Update 1.6 an. Das Update soll es vor allem erleichtern, das Spiel auf eigene Wünsche anzupassen. Zudem soll es neue Spielinhalte geben. Das Update wurde am 19. März 2024 für die PC–Version veröffentlicht.

### Haunted Chocolatier
Im Oktober 2021 kündigte Barone offiziell sein neues Projekt Haunted Chocolatier in einem Video auf YouTube an. Auch dieses Projekt wird von Barone komplett alleine entwickelt. Bisher ist noch kein geplantes Release-Datum bekannt. An der Entwicklung arbeitet er seit 2020. In Haunted Chocolatier soll man einen Chocolatier spielen können, der in einem von Geistern heimgesuchten Schloss lebt. Die Aufgabe des Spielers soll es sein, Zutaten zu sammeln, Schokolade herzustellen und diese im eigenen Geschäft zu verkaufen.
Haunted Chocolatier soll einen größeren Fokus auf die Kampfmechaniken im Spiel legen als Stardew Valley. Des Weiteren soll es, wie in Stardew Valley, möglich sein, Beziehungen mit Nicht-Spieler-Charakteren einzugehen.

### Andere Projekte
Im Jahr 2021 wurde ein Stardew-Valley-Brettspiel veröffentlicht. Entworfen wurde es von Eric Barone und Cole Medeiros.
In einem Interview mit Game Informer im Jahr 2022 enthüllte Barone, dass er als Teil eines größeren Teams an einem weiteren dritten Spiel arbeite.